# Đường cao tốc Bang Na
Đường cao tốc Bang Na (tên đầy đủ: Đường cao tốc Bang Na - Bang Phli - Bang Pakong), chính thức là đường cao tốc Burapha Withi (tiếng Thái: ทางพิเศษบูรพาวิถี),  là một đường cao tốc dài 6 km   (tiếng Thái: ทางพิเศษ บูรพา วิถี), là một đường cao tốc dài 6 km. Đây là một con đường thu phí và chạy trên Quốc lộ 34, (Đường cao tốc Bang Na-Trat) thuộc sở hữu của Cơ quan đường cao tốc Thái Lan (EXAT).

## Cấu trúc
Đường cao tốc được xây cao lên một cầu cạn có chiều dài nhịp trung bình 42 mét. Nó là một cầu dầm hộp rộng 27 mét và được hoàn thành vào tháng 1 năm 2000. Phải mất 1.800.000 mét khối bê tông để xây cầu. Cấu trúc được xây dựng thông qua hợp đồng thiết kế thi công. Các cột và cấu trúc thượng tầng được thiết kế bởi Jean M. Muller (Mỹ) và sự liên kết và nền móng được thiết kế bởi Công ty Tư vấn Kỹ thuật Châu Á (Thái Lan). Kỹ sư của chủ sở hữu là Tập đoàn Louis Berger (Hoa Kỳ) và dự án được xây dựng bởi liên doanh Bilfinger + Berger (Đức) và Ch. Karnchang (Thái Lan).
Có hai trạm thu phí trên cấu trúc cao, nơi cấu trúc phải mở rộng để chứa 12 làn xe. Hệ thống thu phí được thực hiện bởi Kapsch TrafficCom AB (Thụy Điển).

### Tuyến đường
Đường cao tốc có trạm thu phí tại hai lối vào và thoát. Bảng này chỉ hiển thị trạm thu ở lối vào đường cao tốc.
| Đường cao tốc Burapha Withi Bang Na – Chon Buri |       |                                                                                          |                           |                               |                           |                                        | |
| Vị trí                                          | km    | Hướng Tây                                                                                | Hướng Tây                 | Hạ tầng                       | Hạ tầng                   | Hướng Đông                             | Hướng Đông                                                                                                |
| Vị trí                                          | km    | Điểm đến sau khi thoát (đường)                                                           | Trạm thu phí (Lối vào)    | Tiếng Anh                     | Tiếng Thái                | Trạm thu phí (Lối vào)                 | Điểm đến sau khi thoát (road)                                                                             |
| Bangkok                                         | 0,00  | Hướng Tây - Tha Ruea, Dao Khanong, Đường Rama IX, Đường Ram Inthra ( Đường cao tốc S1)   | -                         | Nút giao Bang Na              | ต่างระดับบางนา              | không trạm thu phí (tiếp tục từ S1)    | - |
| Bangkok                                         | 2,00  | Bang Na, CentralPlaza Bangna, BITEC ( Đường Debaratna)                                   | -                         | Nút giao Bang Na              | ต่างระดับบางนา              | không trạm thu phí (dùng Bang Na KM.6) | |
| Bangkok                                         | 6,00  | Trạm thu phí Bang Na KM.6                                                                | Trạm thu phí Bang Na KM.6 | Trạm thu phí Bang Na KM.6     | Trạm thu phí Bang Na KM.6 | Trạm thu phí Bang Na KM.6              | Trạm thu phí Bang Na KM.6                                                                                 |
| Bangkok                                         | 7,00  | -                                                                                        | Bang Kaeo (Đến)           | Nút giao Bang Kaeo            | แยกทางด่วนบางแก้ว           | -                                      | Bang Kaeo, Đại học Ramkhamhaeng khuôn viên Bang Na ( Đường Debaratna)                                     |
| Bangkok                                         | 4,72  | Hướng Bắc - Lat Krabang, Ram Inthra, Bang Pa-in ( Đường Kanchanaphisek Đông)             | Bang Kaeo 2               | Nút giao Wat Salut            | ต่างระดับวัดสลุด              | Bang Kaeo 2                            | Hướng Nam - Samut Prakan, Phra Pradaeng, Đường Rama II (Đường cao tốc Kanchanaphisek)                     |
| Bangkok                                         | 4,72  | Hướng Bắc - Lat Krabang, Ram Inthra, Bang Pa-in ( Đường Kanchanaphisek Đông)             | Bang Kaeo 3               | Nút giao Wat Salut            | ต่างระดับวัดสลุด              | Bang Kaeo 3                            | Hướng Nam - Samut Prakan, Phra Pradaeng, Đường Rama II (Đường cao tốc Kanchanaphisek)                     |
| Bangkok                                         | 4,72  | Hướng Bắc - Lat Krabang, Ram Inthra, Bang Pa-in ( Đường Kanchanaphisek Đông)             | Bang Kaeo 3               | Nút giao Wat Salut            | ต่างระดับวัดสลุด              | Đường vành đai (Bang Kaeo)             | Hướng Nam - Samut Prakan, Phra Pradaeng, Đường Rama II (Đường cao tốc Kanchanaphisek)                     |
| Bangkok                                         | 11,00 | -                                                                                        | Bang Phli 1               | Nút giao Bang Phli 1          | แยกทางด่วนบางพลี 1          | -                                      | Bang Phli (Đường Vua Kaeo)                                                                                |
| Bangkok                                         | 13,00 | Lat Krabang (Đường Vua Kaeo)                                                             | -                         | Nút giao Bang Phli 2          | แยกทางด่วนบางพลี 2          | Bang Phli 2                            | - |
| Bangkok                                         | 15,00 | Sân bay Suvarnabhumi, Đại học Krirk (Đường Suvarnabhumi 3)                               | Suvarnabhumi 1            | Nút giao Suvarnabhumi         | แยกทางด่วนสุวรรณภูมิ          | Suvarnabumi 2                          | - |
| Bangkok                                         | 19,00 | -                                                                                        | Mueang Mai Bang Phli      | Nút giao Mueang Mai Bang Phli | แยกทางด่วนเมืองใหม่บางพลี     | -                                      | Bang Phli New Town, Bang Phli Industrial Estate, Chakri Naruebodindra Medical Institute (Đường Debaratna) |
| Bangkok                                         | 25.00 | -                                                                                        | Bang Sao Thong            | Nút giao Bang Sao Thong       | แยกทางด่วนบางเสาธง         | -                                      | Bang Sao Thong (Đường Debaratna)                                                                          |
| Bangkok                                         | 30.00 | Bang Bo (Đường Debaratna)                                                                | -                         | Nút giao Bang Bo              | แยกทางด่วนบางบ่อ            | Bang Bo                                | - |
| Bangkok                                         | 33,00 | -                                                                                        | Bang Phli Noi             | Nút giao Bang Phli Noi        | แยกทางด่วนบางพลีน้อย         | -                                      | Bang Phli Noi (Đường Debaratna)                                                                           |
| Chachoengsao                                    | 38,00 | -                                                                                        | Bang Samak                | Nút giao Bang Samak           | แยกทางด่วนบางสมัคร          | -                                      | Bang Samak, Chachoengsao, Motorway 7 (Đường Debaratna, Bangkok Chonburi New Frontage Road)                |
| Chachoengsao                                    | 42,00 | Bang Wua, Chachoengsao, Motorway 7 (Đường Debaratna, Bangkok Chonburi New Frontage Road) | -                         | Nút giao Bang Wua             | แยกทางด่วนบางวัว            | Bang Wua                               | - |
| Chachoengsao                                    | 45,00 | -                                                                                        | Bang Pakong 1             | Nút giao Bang Pakong 1        | แยกทางด่วนบางปะกง 1        | -                                      | Bang Pakong, Chachoengsao (Đường Debaratna, Cao tốc 314, Đường Sukhumvit)                                 |
| Chachoengsao                                    | 47,00 | Bang Pakong, Chachoengsao (Đường Debaratna, Cao tốc 314, Đường Sukhumvit)                | -                         | Nút giao Bang Pakong 2        | แยกทางด่วนบางปะกง 2        | Bang Pakong 2                          | - |
| Chonburi                                        | 54,00 | -                                                                                        | Chonburi                  | Nút giao Chonburi             | แยกทางด่วนชลบุรี             | -                                      | Chonburi, Phan Thong ( Đường Sukhumvit)                                                                   |

## Kỉ lục
Cầu xe dài nhất thế giới, đường cao tốc Bang Na, đã giữ danh hiệu cây cầu dài nhất thế giới từ năm 2000 đến năm 2004. Ngày nay, nó là cây cầu dài thứ 6 trên thế giới.